# Spachea elegans
Spachea elegans är en tvåhjärtbladig växtart som först beskrevs av Georg Friedrich Wilhelm Meyer, och fick sitt nu gällande namn av Adrien Henri Laurent de Jussieu. Spachea elegans ingår i släktet Spachea och familjen Malpighiaceae. Inga underarter finns listade i Catalogue of Life.